# Fernando Medina
Fernando Jesús Medina Martínez (Siviglia, 3 aprile 1973) è uno schermidore spagnolo, specialista della sciabola, vincitore di una medaglia di bronzo ai Campionati mondiali di scherma.

## Palmarès
In carriera ha conseguito i seguenti risultati:
- Mondiali di scherma

La Chaux-de-Fonds 1998: bronzo nella sciabola individuale.
- Giochi del Mediterraneo

Bari 1997: bronzo nella sciabola individuale.